# Hvor flink kan man blive?
Hvor flink kan man blive? er Dieters Lieders andet og sidste album, der blev udgivet på Genlyd i 1988. Det udkom fem år efter gruppens debut Jeg ka' lieder. 
Albummet indeholder tre tidligere udgivne sange: "Those days are over" og "Mig og vennerne", der blev udgivet på single i 1986, og "Dig og mig", der udkom i 1987 på soundtrack-albummet Sonny Soufflé - fra Tonny til Sonny. 
"Skyggedyr" var ikke inkluderet på vinyl-udgaven af albummet.

## Trackliste
1. "Når du kommer hjem" (Martin Gerup/Martin Gerup-Morten Kaufmann-Kim Sagild) - 4:15
2. "Fuglemor & fuglefar" (Nina Frederik/Morten Kaufmann) - 4:00
3. "Alene hjemme" (Martin Gerup) - 4:15
4. "Bag ved et lindetræ" (Martin Gerup) - 3:50
5. "Mig og vennerne" (Martin Gerup/Morten Kaufmann) - 4:55
6. "Aldrig mere krig" (Martin Gerup/Morten Kaufmann) - 5:20
7. "Those days are over (...hvis det si´r dig noget?)" (Martin Gerup) - 4:20
8. "Kold februarnat" (Martin Gerup) - 5:05
9. "Dig og mig" (Johan Gerup) - 4:15
10. "Skyggedyr" (Jens Wille/Morten Kaufmann) - 4:40

## Medvirkende

### Dieters Lieder
- Martin Gerup - vokal & keyboards
- Johan Gerup - vokal & guitar
- Halfdan E. Nielsen - bas
- Morten Kaufmann - trommer & keyboards

### Øvrige musikere
- Kim Sagild - suppl. guitar, keyboards & kor
- Niels Mathiasen - saxofon

### Produktion
- Dieters Lieder & Kim Sagild - arrangementer
- Kim Sagild - producer
- Johs. Stærk (Feedback Recording), Mads Nilsson, Anders Valbro (Werner Studiet) & René Cambony (Hookfarm) - teknik
- Kim Sagild, Johs. Stærk & Dieters Lieder - mix (Feedback Recording)
- Francois et Christina - fotos
- Halfdan E. Nielsen - div. logo- & coveridéer
- Finn Hagen Storgaard - coversmed